# Geoffroy de Ruillé
El conde Geoffroy de la Planche de Ruillé, nacido el año 1842 y fallecido el 1922 fue un escultor animalista francés.

## Datos biográficos
Se hizo famoso, sobre todo, por sus esculturas de caballos. 